# The Demon-Haunted World
The Demon-Haunted World: Science as a Candle in the Dark är en bok av den amerikanske astrofysikern Carl Sagan från 1995.
Bokens syfte är att förklara den vetenskapliga metoden, uppmuntra vetenskaplig skepticism och kritiskt tänkande.
Enligt Sagan så handlar skepticism i grund och botten om att kunna konstruera och förstå argument. Av särskild vikt är det att känna igen vilseledande och bedrägliga argument.